# Frontière entre la France et les Samoa
La frontière entre la France et les Samoa concerne la limite maritime entre l'archipel français de Wallis-et-Futuna et l'archipel des Samoa. La frontière se situe en Océanie, dans l'Océan Pacifique.
Après avoir été un protectorat français, Wallis-et-Futuna devient un territoire d'outre-mer français en 1961. Les Samoa prennent leur indépendance de la Nouvelle-Zélande en 1962.
La frontière est purement formelle et aucun accord n'a été signé pour délimiter les zones maritimes sous souveraineté de ces deux pays. Il s'agit de la seule frontière de la zone économique exclusive de Wallis-et-Futuna qui n'ait pas été délimitée. Toutefois, des négociations sont en cours dans les années 2020 et les autorités samoanes visent une définition de l'ensemble de leurs frontières maritimes d'ici 2025.